# 艾于兰峡湾
艾于兰峡湾（挪威語：Aurlandsfjorden）是挪威松恩-菲尤拉讷郡的一个峡湾，流经艾于兰、維克和萊達爾等自治区。艾于兰峡湾长29公里，是挪威最长的峡湾松恩峡湾的一个分支。艾于兰峡湾深邃而狭窄，最深达海平面以下962米，而宽度通常不足2公里。在湾口以南大约11公里，有一个分支纳柔依峡湾向西延伸。弗洛姆村位于艾于兰峡湾的最深处。峡湾里除了少数小型山谷以外，大部分两边都是高达1800米的陡峭山峰。
艾于兰峡湾的大部分被列入世界遗产项目“挪威西部峡湾”的纳柔依峡湾部分。

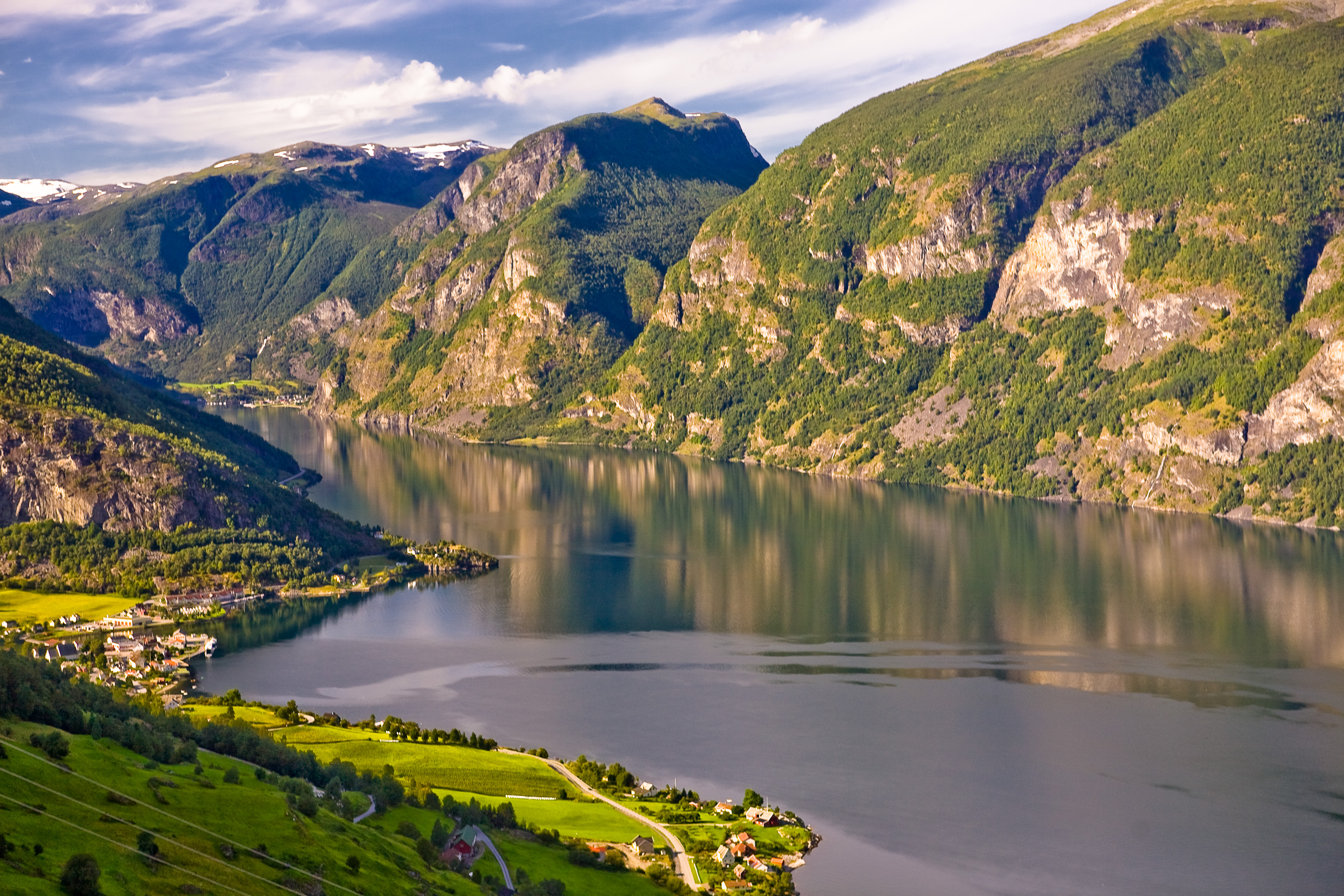
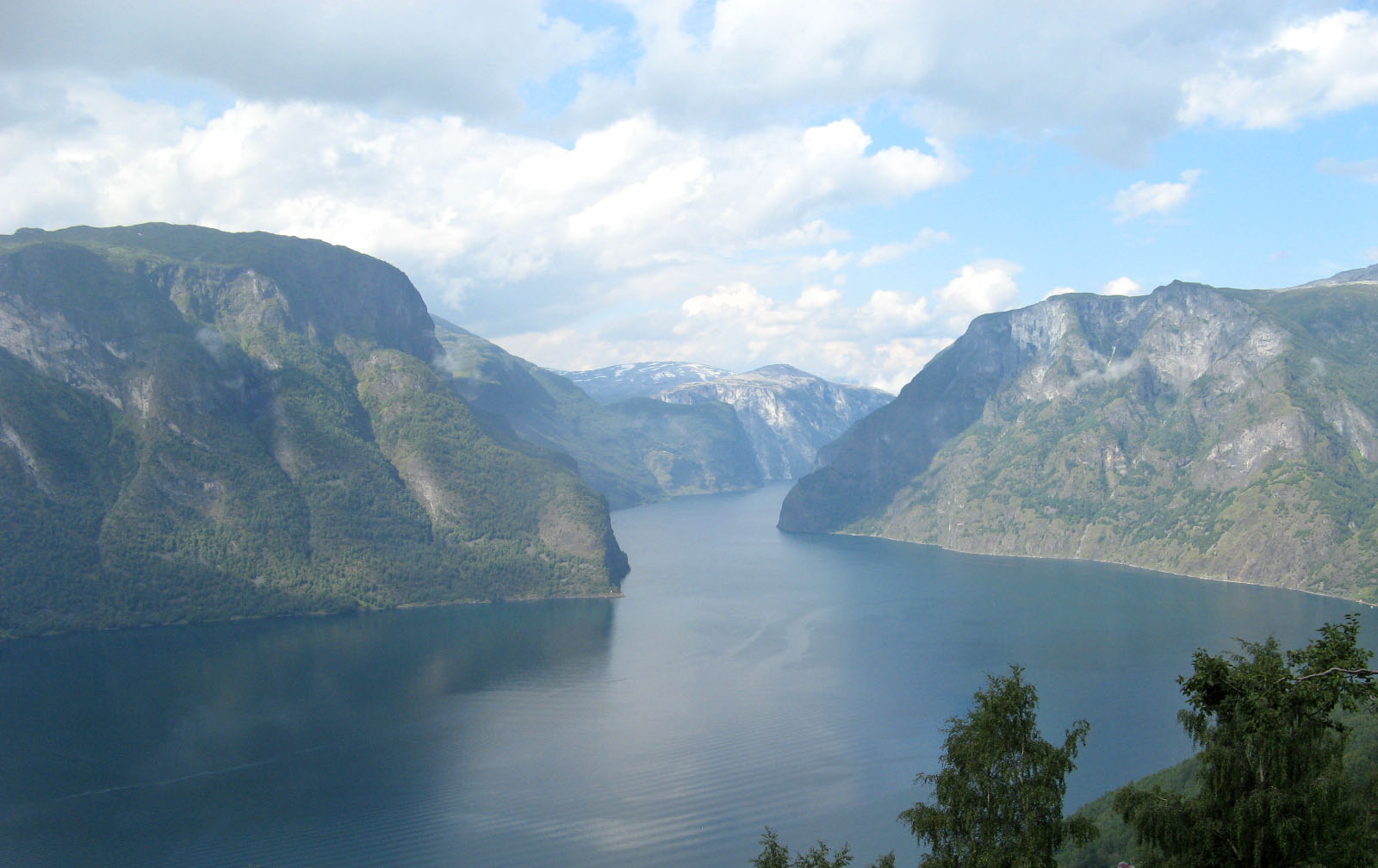
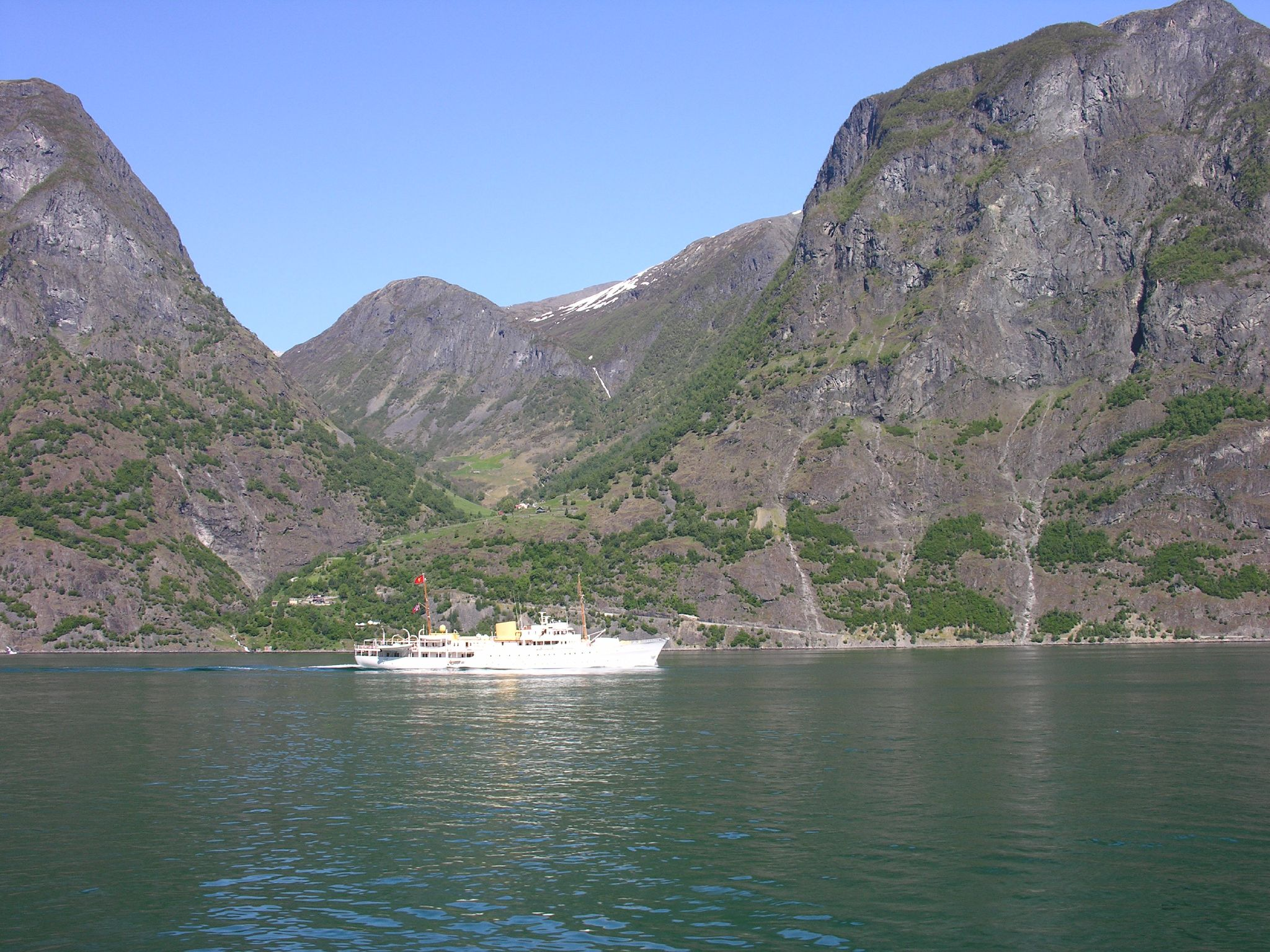
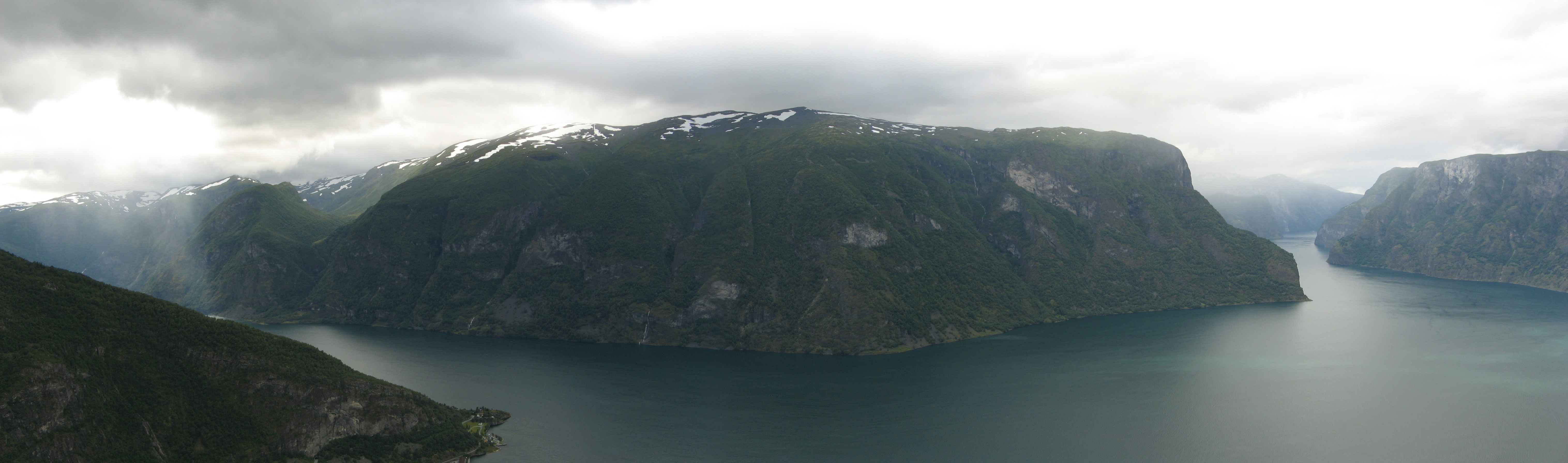
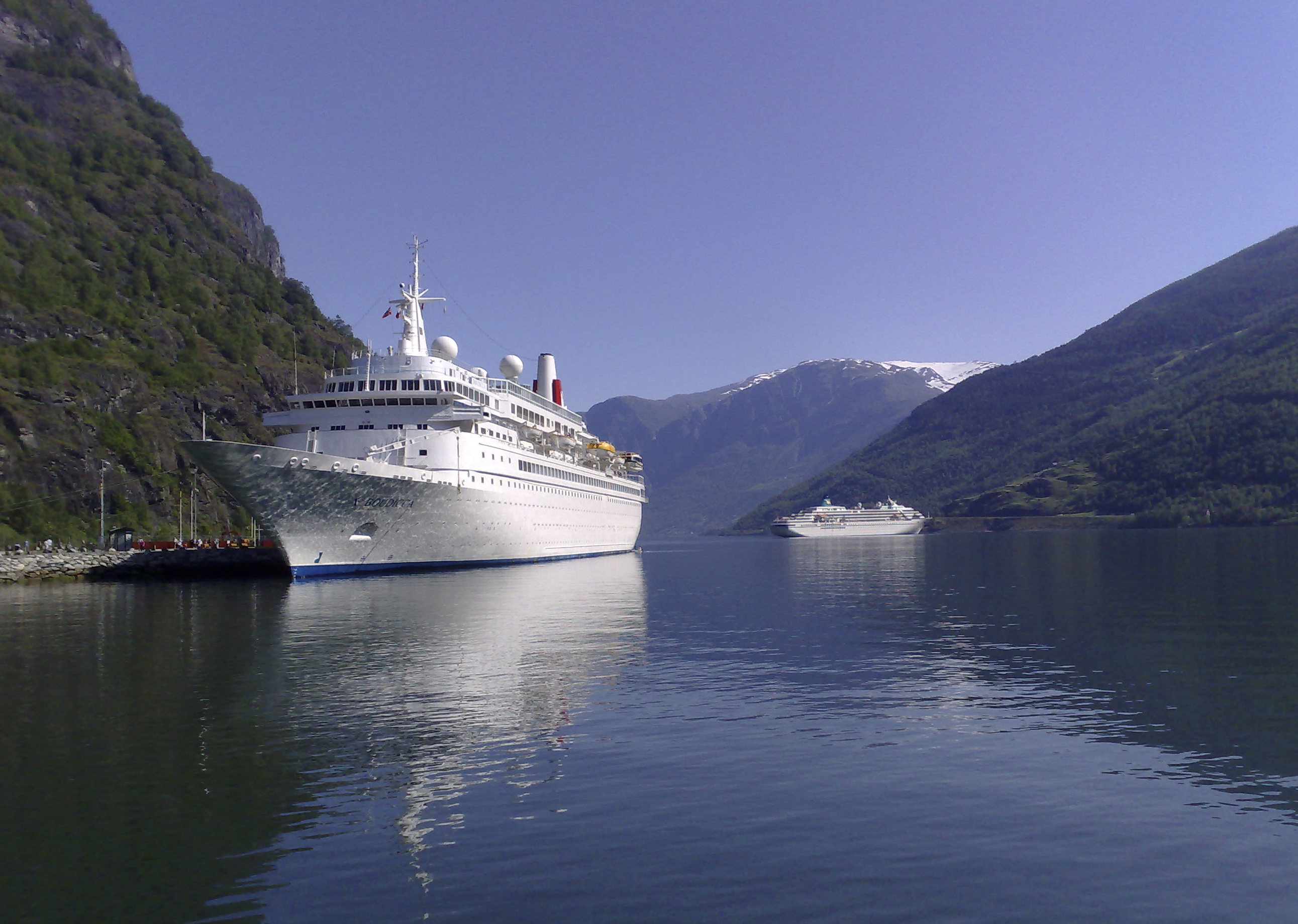
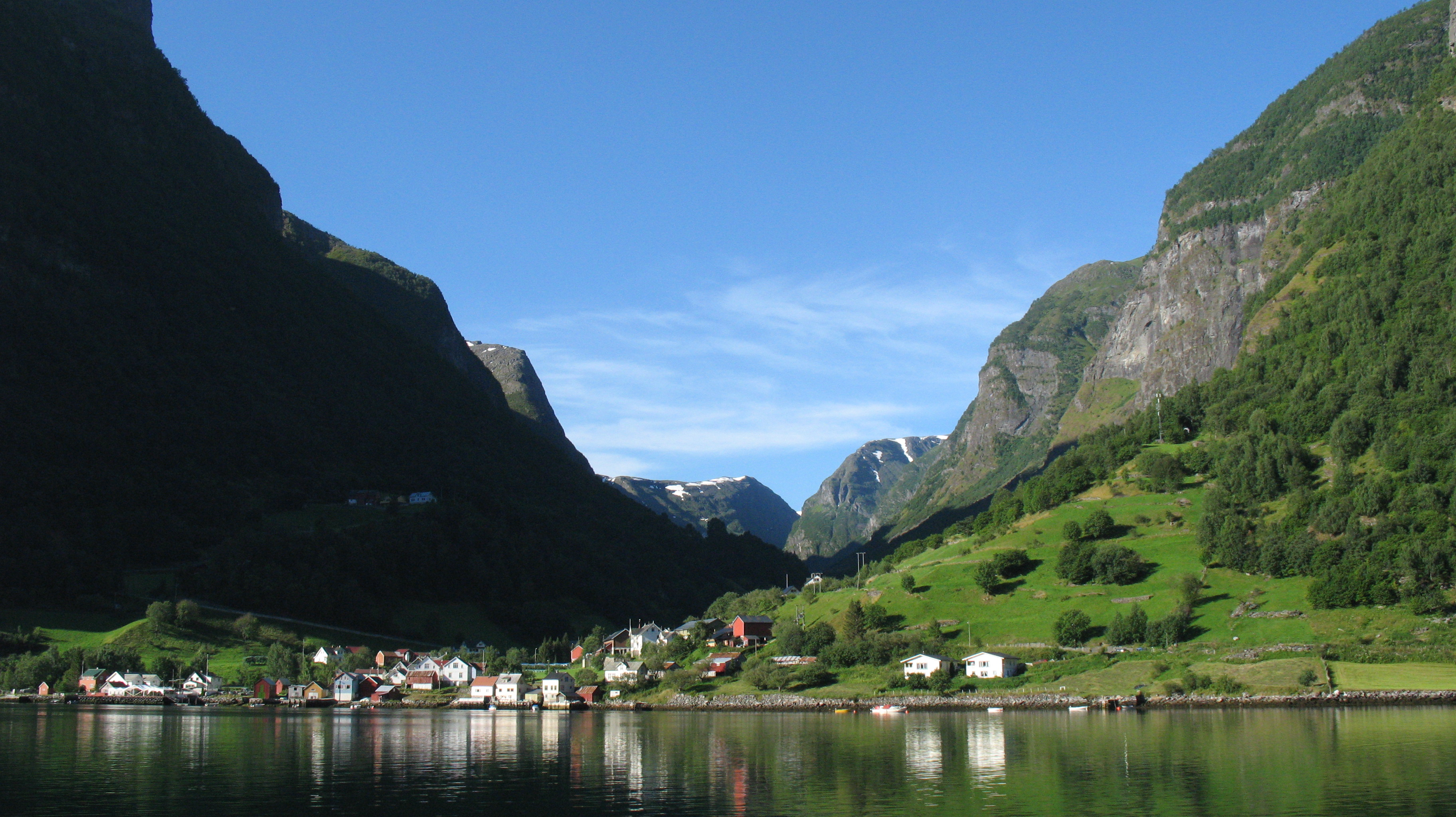